# Гумуш, Соломон Иосифович
Соломо́н Ио́сифович Гуму́ш (1848, Бахчисарай, Таврическая губерния — 26 января [8 февраля] 1913, Ялта, Таврическая губерния) — старожил Ялты и последний газзан местной кенассы в течение более 40 лет. 

## Биография
Происходил из бахчисарайских мещан. Исполнял обязанности газзана в Ялте с 1869 года, а утверждён был только в 1892 году в звании младшего газзана ялтинской кенассы. Обладал глубокими познаниями в области древнееврейской литературы. В условиях отхода населения от караимской религии, стал авторитетом среди всех караимов Ялты благодаря «большому светлому уму, ровному, открытому и приветливому характеру». В ноябре 1910 года вместе с ялтинским габбаем М. И. Кушлю представлял ялтинскую караимскую общину на первом Всероссийском национальном караимском съезде в Евпатории. 4 января 1912 года на похоронах гахама С. М. Панпулова С. И. Гумуш и М. И. Кушлю также представляли ялтинскую общину.
Скончался в результате полученной им травмы головы во время бури. Отдать последний долг собралось почти всё караимское общество города, севастопольский газзан Т. С. Леви и феодосийский газзан А. И. Катык.

## Семья
Сын — Юфуда Соломонович Гумуш (1876—?), окончил Императорский университет Святого Владимира, на государственной службе с 1902 года, с 1915 — бухгалтер 2-го разряда Киевской конторы Государственного банка.
Племянник — Соломон Маркович Кумыш, служил газзаном в Кременчуге, Бердянске, Мелитополе и Симферополе.